# Labyrinthe de la cathédrale d'Amiens
Le labyrinthe de la cathédrale d'Amiens, ou simplement labyrinthe d'Amiens, est un labyrinthe d'église octogonal formé par le pavement de la nef de la cathédrale Notre-Dame d'Amiens. Il s'agit de l'un des éléments remarquables de cette cathédrale catholique située à Amiens, en France. Il est posé en 1288 au milieu de la nef par le maître d'œuvre Renaud de Cormont.

## Histoire
Selon la mythologie grecque, le premier labyrinthe aurait été construit dans l’île de Crète par l'architecte Dédale.
Fait de zigzags et d’entrelacs, ce labyrinthe servit de modèle pour dessiner les pavages des palais et des cathédrales. Il est devenu un symbole religieux pour les chrétiens. 
Les labyrinthes d'église sont des pavages polychromes symbolisant la montée du Christ au Calvaire. Les fidèles les suivaient à genoux comme pèlerinage symbolique ou pour gagner des indulgences. C'était une substitution au pèlerinage en Terre sainte.
À la fin du Moyen Âge, le labyrinthe devint synonyme de mal : il était le lieu maudit de la luxure, du péché, de la perdition et de l'errance. À partir du XIVe siècle, les hommes d'Église firent procéder à l'effacement des labyrinthes dessinés sur le sol. Ceux qui ne purent être détruits furent détournés en jeux totalement dérisoires ou furent cachés sous des tapis. 
Le labyrinthe de la cathédrale d'Amiens, réalisé en 1288 par l'architecte Renaud de Cormont, fut détruit par le Chapitre en 1825 sous prétexte du bruit produit par les jeunes fidèles qui suivaient, par jeu, ses lignes compliquées pendant les offices. Il est reconstruit de 1894 à 1896.

## Caractéristiques

### Le chemin du paradis
Le labyrinthe d’Amiens a la forme d’un octogone et sa pierre centrale est une copie de celle conservée au Musée de Picardie.
Long de 234 mètres, le chemin du labyrinthe devait être suivi à genoux par les fidèles ce qui constituait pour eux, une sorte de succédané de pèlerinage en Terre sainte. Le centre du labyrinthe était nommé « Paradis » ou « Jérusalem céleste ».
Un labyrinthe semblable se trouve sur le sol de la nef de la basilique de Saint-Quentin. On trouve des labyrinthes dans plusieurs autres cathédrales françaises : celui de la cathédrale d'Evry est également octogonal, celui de Chartres a une forme circulaire, le dessin de celui de Reims, détruit en 1779, a inspiré le créateur du logo du service des Monuments historiques français.

### La pierre centrale

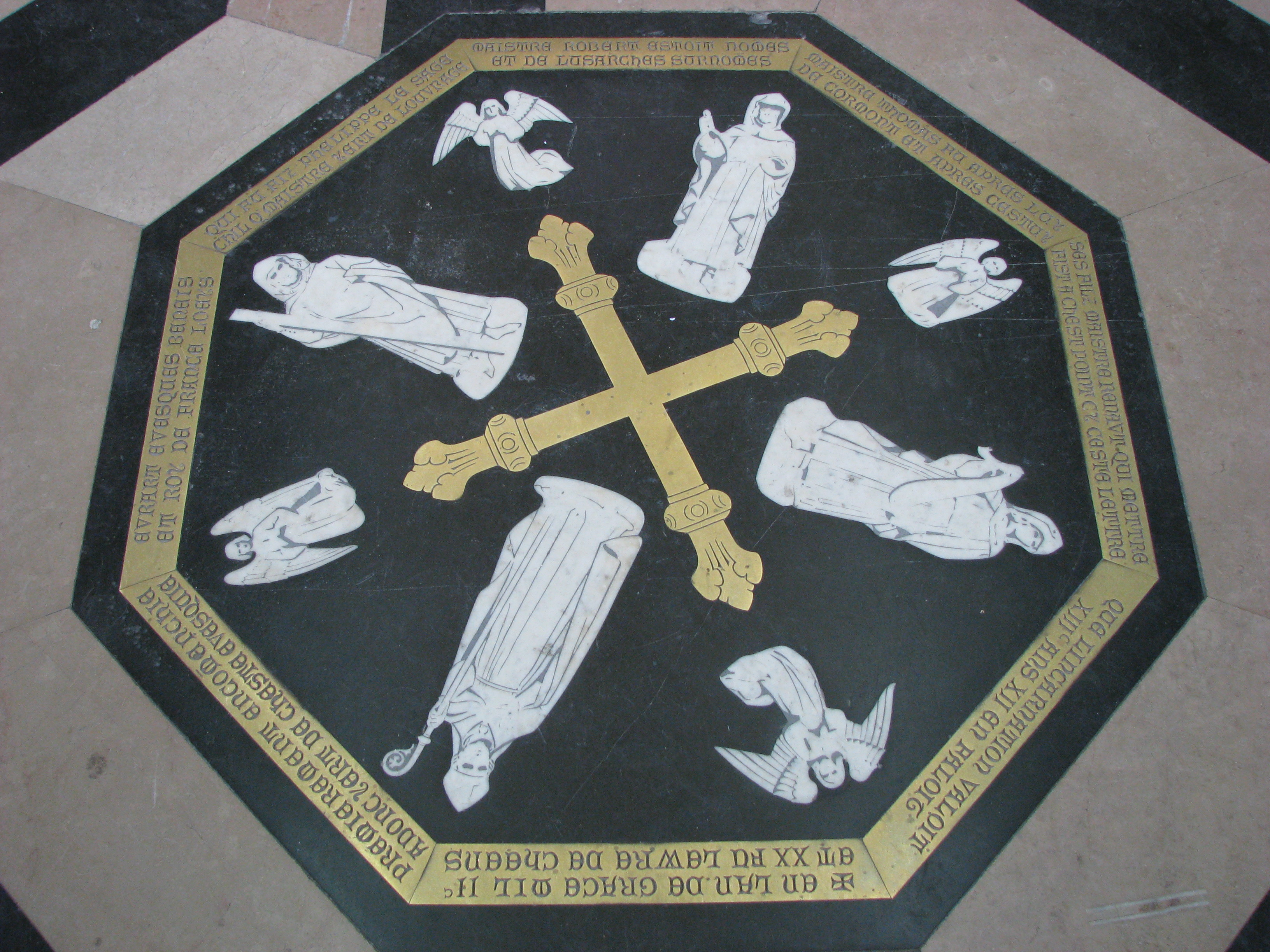

L'inscription de la pierre centrale retrace la genèse de la construction de la cathédrale :

« EN L’AN DE GRACE MIL IIC ET XX FU LEWRE DE CHEENS PREMIEREMENT ENCOMENCHIE ADONC YERT DE CHESTE EVESQUIE EVRART EVESQUES BENEIS ET ROY DE FRANCE LOYS QUI FU FIZ PHELIPE LE SAGE CHIL Q MAISTRE YERT DE LOUVRAGE MAISTRE ROBERT ESTOIT NOMES ET DE LUZARCHES SURNOMES MAISTRE THOMAS FU APRES LUY DE CORMONT ET APRES CESTOY SES FILZ MAISTRE RENAUT QUI METTRE FIST A CHEST POINT CY CESTE LETTRE QUE L’INCARNACION VALOIT XIIIC ANS XII EN FALOIT. »

Traduction : En l’an de grâce 1220, cette œuvre fut commencée. L’évêque béni de ce diocèse était alors Evrard, le roi de France Louis, fils de Philippe le Sage. Celui qui était maître d’œuvre était nommé « Maître Robert » et surnommé « de Luzarches ». Après lui vint Maître Thomas de Cormont et après celui-ci son fils Maître Renaut qui fit mettre à cet endroit-ci, cette inscription en l’an de l’incarnation 1288.
Cette pierre centrale a été refaite au XIXe siècle, l'originale est conservée au Musée de Picardie, à Amiens.